# Església de Santa Maria de Peníscola
L'església de Santa Maria de Peníscola, anteriorment anomenada Mare de Déu del Socors, edificació d'estil gòtic inicial i ampliació barroca, és un temple catòlic situat al centre de la població, i seu d'una parròquia del bisbat de Tortosa.

## Història
Iniciada poc temps després de la conquesta de la població, conserva el mur de la portada, la mateixa portada, i el mur nord-est com a exponents de la primitiva església de repoblació. A mitjan segle xv un incendi destrueix l'església, i el papa Eugeni IV, a petició de la reina Maria de Castella, concedeix indulgència plena als donants per a la reconstrucció de l'església. I a finals del segle xvii es cobreixen les capelles laterals amb maons i guix.
Entre 1725 i 1739 el temple s'amplia i transforma, canviant la seva orientació, i construint una nova capçalera, amb sagristia, transagrari i capella de la Comunió. Dirigí les obres el mestre José Antonio Simó i foren finalitzades el 27 de maig de 1739, mentre la capella de la Comunió es finalitzà el 7 de setembre de 1743.
En 1780 es va construir el retaule de l'altar major, i el seu daurat finalitzà al voltant de 1790. Aquest retaule fou destruït durant la Guerra Civil espanyola.
En 1784 es promou la substitució dels trams gòtics de la nau per una nova obra que segueixi les reformes de la primera meitat del segle xviii. Uns anys després, el consell encarrega els mestres d'obra Joan Barceló i fra Josep Julian la visura de l'edifici i la valoració de les despeses necessàries per a la seva renovació, i a continuació contracten Andrés Moreno per a projectar les obres. Però en 1793 no s'hi havien iniciat. D'aquest projecte poc fou executat. Les obres es limitaren, probablement, a revestir a l'estil nou els trams antics i a construir la torre campanar, la qual fou derruïda —i altres parts del temple danyades— per les accions bèl·liques de la guerra del Francès.
El campanar actual es va construir l'any 1862 segons el disseny de l'arquitecte Vicente Martí.
En 1995 es restauren les façanes, i durant l'any 2004, amb motiu de convertir-se l'església en seu de l'exposició Paisatges Sagrats, la fundació La Llum de les Imatges efectua una completa restauració del temple.
Fins a l'any 2005 la parròquia s'anomenava Mare de Déu del Socors, advocació mariana del temple des del segle xviii, i aquest any se li canvia la denominació a Santa Maria de Peníscola, d'acord amb la denominació establida pel rei Jaume I.

## Arquitectura

### Estructura
El temple té dues parts clarament diferenciades: La primitiva església del segle xv, amb pervivències del segle xiii com la portada, per una part; i l'ampliació del segle xviii, per altra, que es realitza als peus de l'antiga i que consisteix en la construcció del creuer i de la nova capçalera. Per tant, en la remodelació del segle xviii s'inverteix el temple, i on estava el primitiu presbiteri ara tan sols és el final de la nau, als peus de l'església.
L'església és de planta de creu llatina, amb una nau amb quatre trams coberts de volta de creueria, amb nervis i claus de carreus, plementeria de maçoneria, i les impostes dels arcs torals esculturades. I capelles laterals entre els contraforts cobertes de volta apuntada, menys en una crugia del costat de l'Evangeli, on es troba l'ingrés. El creuer i el presbiteri tenen major altura i estan coberts de volta de canó amb llunetes, mentre els braços del transsepte són més baixos i la capçalera és plana. El presbiteri està envoltat per la sagristia, el transagrari i la capella de la Comunió.

### Façana

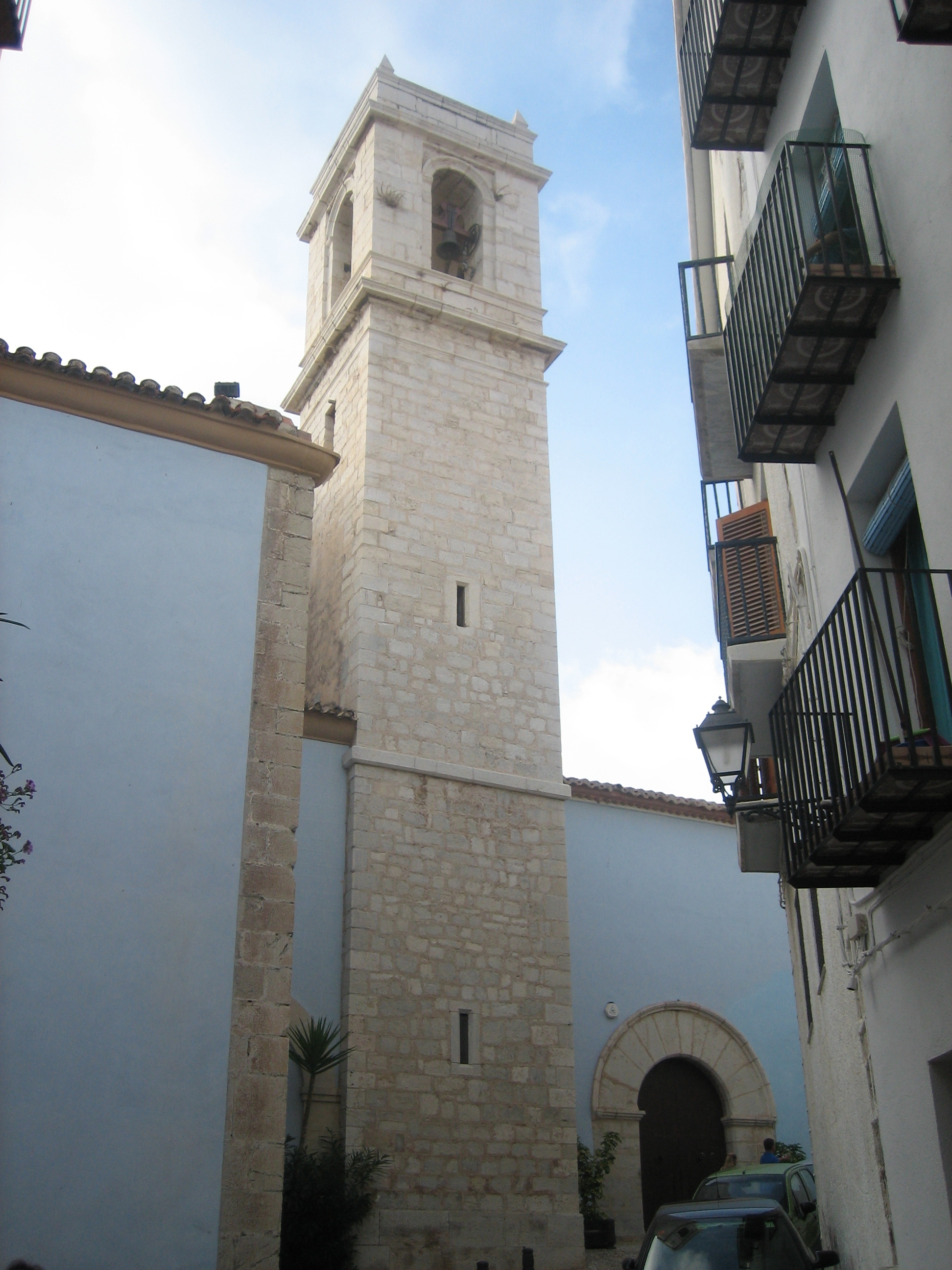

La façana, en el lateral del costat de l'Evangeli, és simple, nua, i sols destaca la porta de mig punt on les dovelles estan envoltades per la imposta i per una motllura, guardapols o arrabà circular.

### Torre-campanar
La torre-campanar està adossada al costat de l'Evangeli de l'església, per on té l'accés. És de planta quadrada de 3,8 m de costat i 17,5 m d'altura. Té tres cossos separats per motllures, els dos primers massissos, i l'altre, de les campanes, amb una obertura de mig punt en cada cara. El cos de les campanes està rematat per un terrat amb barana coronada per pinacles en els angles. Fet de carreus, la part inferior té menys qualitat en la talla.

### Capella de la Comunió

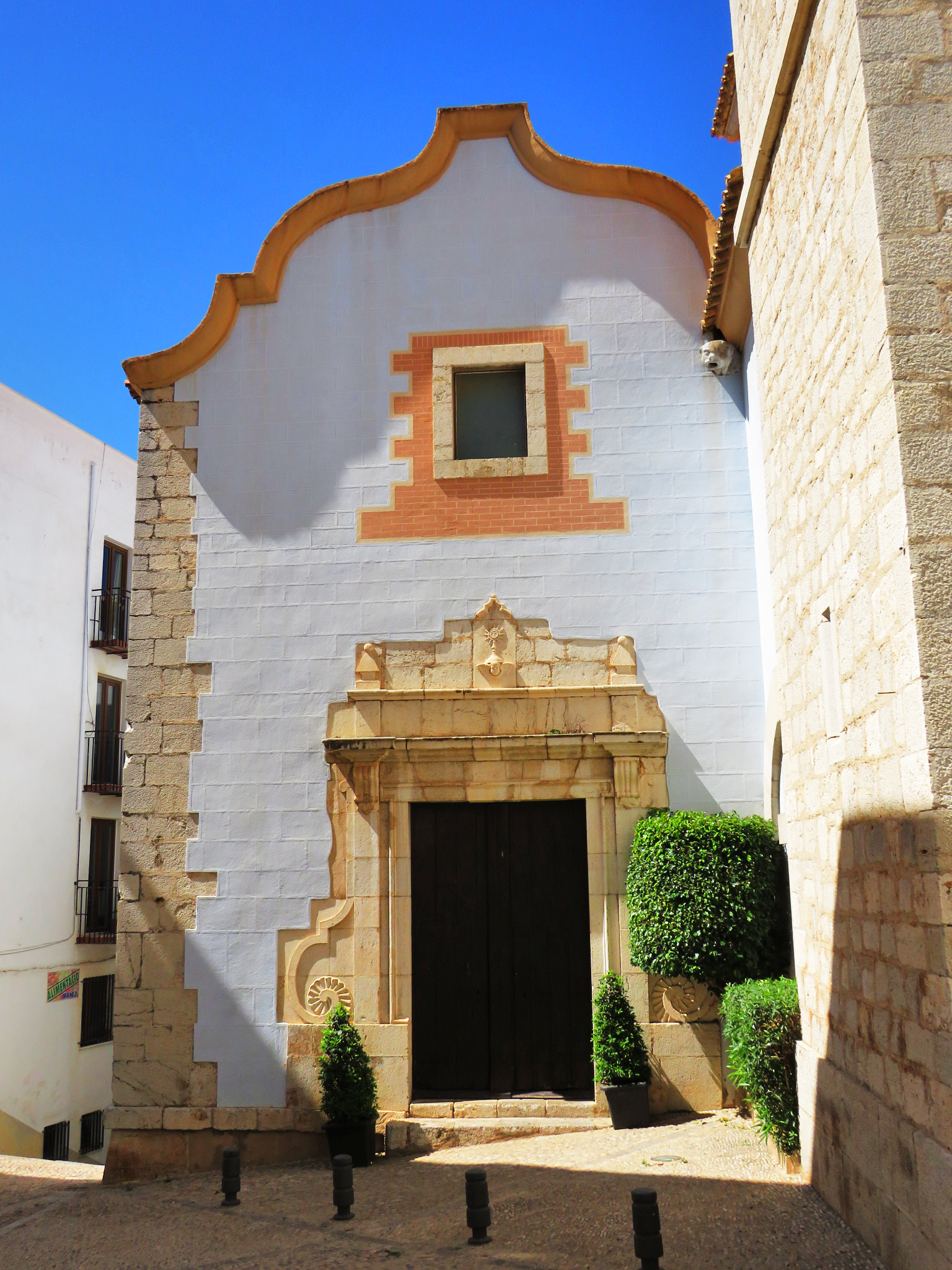
Façana de la capella

La capella de la Comunió és un recinte centrat en un creuer coronat amb una cúpula sense tambor ni llanterna; on la nau s'allarga un poc més, fins a la porta d'entrada, mentre el presbiteri i els braços del transsepte tenen trams curts, tots coberts amb volta de canó.

## Tresor parroquial
De les obres d'orfebreria que custòdia la parròquia, destaquen tres obres anomenades pontifícies, per pertànyer originalment a Benet XIII i Climent VIII, i una creu processional manierista:
- Creu processional de Benet XIII. Vidre de roca armat amb argent sobredaurat, de principis del segle xv, i de manufactura sanmatevana.
- Calze del Papa Luna. D'argent sobredaurat amb esmalts llemosins, fabricat el segle xv per tallers barcelonins.
- Reliquiari Lignum Crucis de Climent VIII. D'argent sobredaurat, del segle xv, sense marca.
- Creu processional de Felip II. D'argent, de 1587, amb marca de València.